# Universidad Central de Venezuela Fútbol Club
La Universidad Central de Venezuela Fútbol Club, también conocido como Universidad Central o por sus siglas UCV, es un club de fútbol profesional venezolano con sede en Caracas, representante de la Universidad Central de Venezuela. Actualmente juega en la Primera División de Venezuela y disputa sus partidos como local en el Estadio Olímpico de la Universidad Central de Venezuela.

## Historia
Es uno de los clubes más antiguos de Venezuela en el fútbol profesional, fue fundado en 1950. En 1953 se convierte en el primer equipo de Venezuela que visita Europa y en su trayecto hace dos paradas en Francia: empata 0-0 con Toulouse FC y vence 3-1 al AS Mónaco.
En 1955 participa en el primer campeonato de primera división de la historia, se titula campeón en 1957 y luego en los años 70 el equipo cae al descenso y disminuyen los fondos dejando una precaria situación. Para la temporada 2006/2007 se encontraba en la Segunda División B pero se benefició de una medida de la Federación Venezolana de Fútbol que ascendió a 8 equipos de la Segunda División a la Primera División, y por consiguiente a otros 8 de Segunda División "B" a Segunda División.
A partir de enero del año 2020 el equipo sufre un cambio en su estructura siendo adquirido por un nuevo propietario, apuntando a redefinir la estructura deportiva con el fin de posicionar nuevamente al UCV FC como uno de los primeros equipos de fútbol profesional de Venezuela.
Y tan solo 10 meses posteriores a la reestructuración del equipo, el mismo en el Torneo de Normalización AC2 2020, logra llegar a la final y con esto acceder luego de 32 años a la Primera División del Fútbol Venezolano.

## Estadio
El Estadio Olímpico de la Universidad Central de Venezuela es un estadio multipropósito (fútbol, Atletismo, rugby, entre otros) aunque más comúnmente usado para juegos de fútbol que forma parte de la ciudad universitaria en Caracas y como tal nombrado Patrimonio de la Humanidad junto con esta por la Unesco, siendo uno de los estadios más importantes de Venezuela.
El estadio poseía un aforo de 27.000 espectadores y actualmente es usado como sede para algunos de los partidos de la selección de fútbol de Venezuela, así como de estadio local para el club de fútbol profesional Deportivo Petare, Caracas FC y para otros partidos de fútbol, conciertos, prácticas de rugby, entre otros. Con motivo de la Copa América 2007 el mismo fue sometido a un proceso de remodelación con una inversión 40 millardos de Bolívares. Su capacidad descendió a 24.900 por la instalación de sillas de gran calidad en toda su estructura.
El estadio es obra del afamado arquitecto venezolano Carlos Raúl Villanueva y fue inaugurado durante el gobierno del general Marcos Pérez Jiménez en 1957. Cabe resaltar que este estadio ha sido sede de grandes eventos no solo deportivos, si no, también musicales, albergando a una infinidad de artistas.

## Datos del Club
- Temporadas en 1.ª: 9 (1957, 1962, 1985 - 1987/88, 2021 -).
- Temporadas en 2.ª: 17 (1984, 2001/02 - 2003/04, 2007/08 - 2020).
- Temporadas en 2B.ª: 1 (1991)
- Temporadas en 3.ª: 35 (2004/05 - 2006/07).
- Mayor goleada conseguida:
  - En campeonatos nacionales: Universidad Central FC 10 – Deportivo Vasco 1 (1957).
- Mayor goleada recibida:
  - En campeonatos nacionales: Club Sport Marítimo 6 - 3 Universidad Central FC (1986).
- Mejor puesto en la liga: 1.º (1957).
- Peor puesto en la liga: 14.º (1987/88)

## Uniforme
- Uniforme titular: Camisa: tricolor (amarillo, azul y rojo) , Pantalón: azul y Medias: rojas
- Uniforme visitante: Camisa: blanco con gris, Pantalón: blanco  y Medias: gris

### Evolución del uniforme
| 2015 Visitante | 2016 Local | 2017 Visitante | 2017 Local | 2017 Visitante | 2018 Local | 2018 Visitante |

### Patrocinantes

#### Indumentaria y patrocinador
| Periodo       | Proveedor        |
| ------------- | ---------------- |
| 2015-2016     | Sin Indumentaria |
| 2017-2019     | Kiukak           |
| 2020-presente | RS Performance   |

| Periodo       | Patrocinador                                |
| ------------- | ------------------------------------------- |
| 2016-2019     | New Arrival / Oceánica de Seguros / Surgres |
| 2020-presente | Sánchez Nieto                               |

#### Controversia
UCV FC debutó el pasado 20 de febrero del 2025 en la Copa Libertadores con el sello de la División de Asuntos Especiales (DAE), unidad de la Dirección General de Contrainteligencia Militar (DGCIM), en su uniforme señalada por organismos internacionales por perpetrar actos de tortura y crímenes de lesa humanidad en Venezuela. 

## Jugadores

### Altas y bajasPrimera División de Venezuela 2024
| Altas |

| Jugador            | Posición      | Procedencia               | Tipo                        |
| ------------------ | ------------- | ------------------------- | --------------------------- |
| Adrián Martínez    | Defensa       | Al-Tai Saudi Club         | Agente libre                |
| Pablo Bonilla      | Defensa       | Portland Timbers 2        | Agente libre                |
| Edson Rivas        | Delantero     | Caracas F. C.             | Carta de libertad           |
| Ignacio Anzola     | Defensa       | Deportivo La Guaira       | Carta de libertad           |
| Miguel Silva       | Portero       | Academia Puerto Cabello   | Carta de libertad           |
| Yohán Cumana       | Defensa       | Once Caldas               | Carta de libertad           |
| Jesús Vargas       | Delantero     | Envigado F. C.            | Carta de libertad           |
| Brayan Hurtado     | Delantero     | Deportes Antofagasta      | Cedido hasta el 31-Dic-2024 |
| Francisco Solé     | Mediocampista | Club Almagro              | Carta de libertad           |
| Kevin Galván       | Mediocampista | Sporting San Miguelito    | Carta de libertad           |
| Alexander González | Mediocampista | Cúcuta Deportivo          | Agente libre                |
| Daniel Carrillo    | Defensa       | Alashkert FC              | Agente libre                |
| Tomás Blanco       | Delantero     | Club Atlético Estudiantes | Cedido hasta el 31-Dic-2024 |
| José Soto          | Mediocampista | Boyacá Chicó              | Carta de libertad           |

| Bajas |

| Jugador              | Posición      | Destino                  | Tipo              |
| -------------------- | ------------- | ------------------------ | ----------------- |
| Carlos Daniel Castro | Delantero     | Patriotas Boyacá         | Agente libre      |
| José Ascanio         | Defensa       | Bandera de ?             | Agente libre      |
| José Graterol        | Defensa       | Bandera de ?             | Agente libre      |
| Anyer Maldonado      | Delantero     | San Lorenzo F.C          | Agente libre      |
| Juan Lepervanche     | Mediocampista | Bandera de ?             | Agente libre      |
| Rafael Herrera       | Portero       | Bandera de ?             | Agente libre      |
| José Pinto           | Mediocampista | Bandera de ?             | Agente libre      |
| Luis Ruiz            | Mediocampista | MFK Chrudim              | Agente libre      |
| Ronaldo Peña         | Delantero     | Bandera de ?             | Agente libre      |
| Héctor Noguera       | Defensa       | Bandera de ?             | Agente libre      |
| Carlos González      | Portero       | Zamora                   | Carta de libertad |
| Christian Santos     | Delantero     | Club Deportivo Arenteiro | Agente libre      |
| Rosmel Villanueva    | Defensa       | Bandera de ?             | Agente libre      |
| Luis Blanco          | Mediocampista | Bandera de ?             | Agente libre      |
| Kevin González       | Mediocampista | Caracas Fútbol Club      | Carta de libertad |
| Joynner Rivera       | Defensa       | Inter de Barinas         | Carta de libertad |

## Distinciones Individuales

### Máximo Goleadores Históricos
| #   | Nombre             | Goles |
| --- | ------------------ | ----- |
| 1.º | Juan Camilo Zapata | 14    |
| 2.º | Charlis Ortiz      | 12    |
| 3.º | Daniel Mosquera    | 9     |

- Faltan muchos más datos

#### Goleadores en campeonatos nacionales
| Año                                | Jugador            | Goles |
| ---------------------------------- | ------------------ | ----- |
| Primera División de Venezuela 1957 | Marino Araújo      | 12    |
| Primera División de Venezuela 1962 | Jaime Araújo       | 16    |
| Primera División de Venezuela 2024 | Juan Camilo Zapata | 16    |

## Palmarés

### Torneos nacionales
Nota: en negrita competiciones vigentes en la actualidad.
| Competición nacional                | Títulos | Subcampeonatos |
| ----------------------------------- | ------- | -------------- |
| Primera División de Venezuela (1/1) | 1957.   | 1962.          |
| Torneo Apertura (1)                 | 2025.   |                |
| Segunda División de Venezuela (0/1) |         | 2020.          |

#### Era amateur
- Primera División de Venezuela (2): 1951 y 1953
  - Subcampeón (2): 1947 y 1949
- Copa Venezuela (1): 1952